# Élections présidentielles sous la Cinquième République en Eure-et-Loir
 (février 2023).
Depuis l'adoption de la Constitution de la Cinquième République française en 1958, onze élections présidentielles ont eu lieu afin d'élire le président de la République. Cette page présente les résultats de ces élections en Eure-et-Loir.

## Synthèse des résultats du second tour
Conservateur, l'Eure-et-Loir vote traditionnellement plus à droite que la France. C'est en particulier le cas en 1981 et 2012 où le département a placé en tête respectivement Valéry Giscard d'Estaing (50,8 %) et Nicolas Sarkozy (53,47 %), alors qu'au niveau national ont été élus François Mitterrand (51,76 %) et François Hollande (51,64 %). En 2017, Emmanuel Macron obtient six points de moins qu'au niveau national.
| année | Répartition des exprimés | Répartition des exprimés | Participation (% des inscrits) | Blancs ou nuls (% des votants) |

| 2022 | Emmanuel Macron (53,29 %) (France : 58,55 %) | Marine Le Pen (46,71 %) (France : 41,45 %) | 73,81 % (France : 71,99 %) | 6,08 % (France : 6,23 %) |

| 2017 | Emmanuel Macron (60,27 %) (France : 66,10 %) | Marine Le Pen (39,73 %) (France : 33,90 %) | 76,38 % (France : 77,77 %) | 2,06 % (France : 2,47 %) |

| 2012 | François Hollande (46,53 %) (France : 51,64 %) | Nicolas Sarkozy (53,47 %) (France : 48,36 %) | 81 % (France : 80,35 %) | 1,82 % (France : 5,82 %) |

| 2007 | Nicolas Sarkozy (58,16 %) (France : 53,06 %) | Ségolène Royal (41,84 %) (France : 46,94 %) | 83,95 % (France : 83,97 %) | 1,42 % (France : 4,20 %) |

| 2002 | Jacques Chirac (79,26 %) (France : 82,21 %) | J.-M. Le Pen (20,74 %) (France : 17,79 %) | 73,82 % (France : 79,71 %) | 3,3 % (France : 3,38 %) |

| 1995 | Jacques Chirac (54,27 %) (France : 52,64 %) | Lionel Jospin (45,73 %) (France : 47,36 %) | 80,32 % (France : 78,38 %) | 2,75 % (France : 2,81 %) |

| 1988 | François Mitterrand (53,79 %) (France : 54,02 %) | Jacques Chirac (46,21 %) (France : 45,98 % %) | 83,37 % (France : 81,35 %) | 2,06 % (France : 2,00 %) |

| 1981 | François Mitterrand (49,2 %) (France : 51,76 %) | Valéry Giscard d'Estaing (50,8 %) (France : 48,24 %) | 83,61 % (France : 81,09 %) | 1,72 % (France : 1,62 %) |

| 1974 | Valéry Giscard d'Estaing (52,17 %) (France : 50,81 %) | François Mitterrand (47,83 %) (France : 49,19 %) | 86,88 % (France : 84,23 %) | 0,97 % (France : 0,92 %) |

| 1969 | Georges Pompidou (55,73 %) (France : 58,21 %) | Alain Poher (44,27 %) (France : 41,79 %) | 80,34 % (France : 77,59 %) | 1,34 % (France : 1,29 %) |

| 1965 | Charles de Gaulle (57,21 %) (France : 55,20 %) | François Mitterrand (42,79 %) (France : 44,80 %) | 86,22 % (France : 84,75 %) | 1,16 % (France : 1,01 %) |

|  | ▲ |

## Résultats détaillés par scrutin

### 2022
Arrivé en tête du premier tour, le président sortant Emmanuel Macron (27,85 %) affronte Marine Le Pen (23,15 %), un duel identique à celui du scrutin de 2017. C'est la deuxième fois qu'un second tour opposant les mêmes candidats à deux scrutins présidentiels consécutifs a lieu après ceux où se sont affrontés Valéry Giscard d'Estaing et François Mitterrand en 1974 et 1981.
En troisième position avec 21,95 % des voix, Jean-Luc Mélenchon réalise le score le plus élevé de ses trois candidatures et arrive largement en tête de la gauche, mais échoue à accéder au second tour, avec environ 400 000 voix de moins que Marine Le Pen.
Une nouvelle fois, les partis politiques traditionnels sont absents du second tour, dans des proportions encore plus importantes que lors de la précédente élection. Le Parti socialiste et Les Républicains, représentés respectivement par Anne Hidalgo et Valérie Pécresse, s'effondrent avec des scores historiquement faibles et n'atteignent pas le seuil des 5 %, condition permettant d'être remboursé des frais de campagne.
Pour la première fois, les candidatures classées à l'extrême droite dépassent le seuil de 30 % des suffrages exprimés au premier tour tandis que les sondages d'opinion laissent annoncer un duel serré face au président sortant, la possibilité d'une victoire pour Marine Le Pen étant pour la première fois envisagée par ceux-ci.
Le second tour voit Emmanuel Macron l'emporter par 58,55 % des suffrages exprimés, permettant ainsi au président sortant d'entamer un second mandat. Le septennat ayant été aboli en 2000, il devient ainsi le premier président de la République française à être réélu pour un deuxième quinquennat, le deuxième président de la Cinquième République réélu hors période de cohabitation et le quatrième président de la Cinquième République réélu.
En Eure-et-Loir, Marine Le Pen arrive en tête du premier tour avec 28,16 % des exprimés, suivie de Emmanuel Macron (27,21 %), Jean-Luc Mélenchon (18,42 %) Éric Zemmour (6,73 %) et Valérie Pécresse (5,91%). Au second tour, les électeurs ont voté à 53,29 % pour Emmanuel Macron contre 46,71 % pour Marine Le Pen avec un taux de participation de 73,81 % des inscrits.
| Candidats                | Candidats                | Partis                   | Premier tour | Premier tour | Second tour | Second tour |
| Candidats                | Candidats                | Partis                   | Voix         | %            | Voix        | %           |
| ------------------------ | ------------------------ | ------------------------ | ------------ | ------------ | ----------- | ----------- |
|                          | Marine Le Pen            | RN                       | 61 960       | 28,16        | 96 185      | 46,71       |
|                          | Emmanuel Macron          | LREM                     | 59 869       | 27,21        | 109 744     | 53,29       |
|                          | Jean-Luc Mélenchon       | LFI                      | 40 529       | 18,42        |             |             |
|                          | Éric Zemmour             | REC                      | 14 803       | 6,73         |             |             |
|                          | Valérie Pécresse         | LR                       | 13 003       | 5,91         |             |             |
|                          | Yannick Jadot            | EELV                     | 7 904        | 3,59         |             |             |
|                          | Nicolas Dupont-Aignan    | DLF                      | 5 731        | 2,60         |             |             |
|                          | Jean Lassalle            | RES                      | 5 694        | 2,59         |             |             |
|                          | Fabien Roussel           | PCF                      | 4 267        | 1,94         |             |             |
|                          | Anne Hidalgo             | PS                       | 3 076        | 1,40         |             |             |
|                          | Philippe Poutou          | NPA                      | 1 766        | 0,80         |             |             |
|                          | Nathalie Arthaud         | LO                       | 1 419        | 0,64         |             |             |
|                          |                          |                          |              |              |             |             |
| Votes valides            | Votes valides            | Votes valides            | 220 021      | 97,82        | 205 929     | 91,77       |
| Votes blancs             | Votes blancs             | Votes blancs             | 3 489        | 1,55         | 13 661      | 6,09        |
| Votes nuls               | Votes nuls               | Votes nuls               | 1 418        | 0,63         | 4 811       | 2,14        |
| Total                    | Total                    | Total                    | 224 928      | 100          | 224 401     | 100         |
| Abstention               | Abstention               | Abstention               | 78 960       | 25,98        | 79 606      | 26,19       |
| Inscrits / participation | Inscrits / participation | Inscrits / participation | 303 888      | 74,02        | 304 007     | 73,81       |

### 2017
Le premier tour de l'élection présidentielle de 2017 voit s'affronter onze candidats. Emmanuel Macron arrive en tête devant Marine Le Pen et tous deux se qualifient pour le second tour. Néanmoins, avec François Fillon et Jean-Luc Mélenchon, les scores des quatre candidats ayant recueilli le plus de voix sont serrés (4,43 points entre le 1er et le 4e). Pour la première fois, aucun des candidats des deux partis politiques pourvoyeurs jusque-là des présidents de la Ve République, n'est présent au second tour. Celui-ci se tient le dimanche 7 mai et se solde par la victoire d'Emmanuel Macron, avec un total de 20 753 798 bulletins de vote en sa faveur, soit 66,10 % des suffrages exprimés, face à la candidate du Front national, qui recueille 33,90 %. Le scrutin est néanmoins marqué par une forte abstention et par un record de votes blancs ou nuls. 
En Eure-et-Loir, Marine Le Pen arrive en tête du premier tour avec 25,08 % des exprimés, suivie de François Fillon (21,84 %), Emmanuel Macron (21,74 %), Jean-Luc Mélenchon (16,2 %) et Nicolas Dupont-Aignan (6,01 %). Au second tour, les électeurs ont voté à 60,27 % pour Emmanuel Macron contre 39,73 % pour Marine Le Pen avec un taux de participation de 76,38 % des inscrits.
|             | FN          | Marine Le Pen         | 58 886  | 25,08 %    | 80 696  | 39,73 %    |  |  |
|             | LR          | François Fillon       | 51 275  | 21,84 %    |         |            |  |  |
|             | EM          | Emmanuel Macron       | 51 038  | 21,74 %    | 122 420 | 60,27 %    |  |  |
|             | LFi         | Jean-Luc Mélenchon    | 38 035  | 16,2 %     |         |            |  |  |
|             | DlF         | Nicolas Dupont-Aignan | 14 103  | 6,01 %     |         |            |  |  |
|             | PS          | Benoît Hamon          | 12 317  | 5,25 %     |         |            |  |  |
|             | NPA         | Philippe Poutou       | 2 659   | 1,13 %     |         |            |  |  |
|             | UPR         | François Asselineau   | 2 253   | 0,96 %     |         |            |  |  |
|             | RES         | Jean Lassalle         | 1 942   | 0,83 %     |         |            |  |  |
|             | LO          | Nathalie Arthaud      | 1 817   | 0,77 %     |         |            |  |  |
|             | SeP         | Jacques Cheminade     | 454     | 0,19 %     |         |            |  |  |
|             |             |                       |         |            |         |            |  |  |
|             |             |                       | Nombre  | % inscrits | Nombre  | % inscrits |  |  |
| Inscrits    | Inscrits    | Inscrits              | 301 466 |            | 301 455 |            |  |  |
| Abstentions | Abstentions | Abstentions           | 60 474  | 20,06 %    | 71 216  | 23,62 %    |  |  |
| Votants     | Votants     | Votants               | 240 992 | 79,94 %    | 230 239 | 76,38 %    |  |  |
|             |             |                       |         |            |         |            |  |  |
|             |             |                       |         | % votants  |         | % votants  |  |  |
| Blancs      | Blancs      | Blancs                | 4 533   | 1,5 %      | 20 669  | 6,86 %     |  |  |
| Nuls        | Nuls        | Nuls                  | 1 680   | 0,56 %     | 6 454   | 2,14 %     |  |  |
| Exprimés    | Exprimés    | Exprimés              | 234 779 | 77,88 %    | 203 116 | 67,38 %    |  |  |

### 2012
Hollande, désigné par le PS à la suite d'une primaire ouverte, devance Sarkozy dès le premier tour de l'élection présidentielle de 2012 : c'est la première fois qu'un président sortant est ainsi devancé. Au second tour, Sarkozy est battu mais par un écart plus faible qu'attendu.
En Eure-et-Loir, Nicolas Sarkozy arrive en tête du premier tour avec 29,39 % des exprimés, suivi de François Hollande (25,71 %), Marine Le Pen (20,72 %), François Bayrou (9,22 %) et Jean-Luc Mélenchon (8,96 %). Au second tour, les électeurs ont voté à 46,53 % pour François Hollande contre 53,47 % pour Nicolas Sarkozy avec un taux de participation de 81,28 % des inscrits.
|                | UMP            | Nicolas Sarkozy       | 69 591  | 29,39 %    | 121 452 | 53,47 %    |  |  |
|                | PS             | François Hollande     | 60 882  | 25,71 %    | 105 676 | 46,53 %    |  |  |
|                | FN             | Marine Le Pen         | 49 067  | 20,72 %    |         |            |  |  |
|                | MoDem          | François Bayrou       | 21 842  | 9,22 %     |         |            |  |  |
|                | FG             | Jean-Luc Mélenchon    | 21 230  | 8,96 %     |         |            |  |  |
|                | DLF            | Nicolas Dupont-Aignan | 5 307   | 2,24 %     |         |            |  |  |
|                | EELV           | Éva Joly              | 3 788   | 1,6 %      |         |            |  |  |
|                | NPA            | Philippe Poutou       | 2 899   | 1,22 %     |         |            |  |  |
|                | LO             | Nathalie Arthaud      | 1 587   | 0,67 %     |         |            |  |  |
|                | S&P            | Jacques Cheminade     | 622     | 0,26 %     |         |            |  |  |
|                |                |                       |         |            |         |            |  |  |
|                |                |                       | Nombre  | % inscrits | Nombre  | % inscrits |  |  |
| Inscrits       | Inscrits       | Inscrits              | 297 784 |            | 297 762 |            |  |  |
| Abstentions    | Abstentions    | Abstentions           | 56 589  | 19 %       | 55 751  | 18,72 %    |  |  |
| Votants        | Votants        | Votants               | 241 195 | 81 %       | 242 011 | 81,28 %    |  |  |
|                |                |                       |         |            |         |            |  |  |
|                |                |                       |         | % votants  |         | % votants  |  |  |
| Blancs ou nuls | Blancs ou nuls | Blancs ou nuls        | 4 380   | 1,82 %     | 14 883  | 6,15 %     |  |  |
| Exprimés       | Exprimés       | Exprimés              | 236 815 | 98,18 %    | 227 128 | 98,18 %    |  |  |

### 2007
Au premier tour de l'élection présidentielle de 2007, Sarkozy réussit à capter une partie des voix de Le Pen et arrive largement en tête. Royal est la première femme qualifiée pour le second tour d'une élection présidentielle. Elle est battue avec une avance de 6 points.
En Eure-et-Loir, Nicolas Sarkozy arrive en tête du premier tour avec 33,13 % des exprimés, suivi de Ségolène Royal (22,15 %), François Bayrou (18,21 %), Jean-Marie Le Pen (12,25 %) et Olivier Besancenot (4,04 %). Au second tour, les électeurs ont voté à 58,16 % pour Nicolas Sarkozy contre 41,84 % pour Ségolène Royal avec un taux de participation de 84,74 % des inscrits.
|                | UMP            | Nicolas Sarkozy      | 80 563  | 33,13 %    | 138 452 | 58,16 %    |  |  |
|                | PS             | Ségolène Royal       | 53 874  | 22,15 %    | 99 601  | 41,84 %    |  |  |
|                | UDF            | François Bayrou      | 44 282  | 18,21 %    |         |            |  |  |
|                | FN             | Jean-Marie Le Pen    | 29 798  | 12,25 %    |         |            |  |  |
|                | LCR            | Olivier Besancenot   | 9 834   | 4,04 %     |         |            |  |  |
|                | MPF            | Philippe de Villiers | 7 803   | 3,21 %     |         |            |  |  |
|                | LO             | Arlette Laguiller    | 3 635   | 1,49 %     |         |            |  |  |
|                | Les Verts      | Dominique Voynet     | 3 434   | 1,41 %     |         |            |  |  |
|                | CPNT           | Frédéric Nihous      | 3 301   | 1,36 %     |         |            |  |  |
|                | GPA            | Marie-George Buffet  | 3 281   | 1,35 %     |         |            |  |  |
|                | SE             | José Bové            | 2 309   | 0,95 %     |         |            |  |  |
|                | CNRSP          | Gérard Schivardi     | 1 073   | 0,44 %     |         |            |  |  |
|                |                |                      |         |            |         |            |  |  |
|                |                |                      | Nombre  | % inscrits | Nombre  | % inscrits |  |  |
| Inscrits       | Inscrits       | Inscrits             | 293 851 |            | 293 844 |            |  |  |
| Abstentions    | Abstentions    | Abstentions          | 47 165  | 16,05 %    | 44 841  | 15,26 %    |  |  |
| Votants        | Votants        | Votants              | 246 686 | 83,95 %    | 249 003 | 84,74 %    |  |  |
|                |                |                      |         |            |         |            |  |  |
|                |                |                      |         | % votants  |         | % votants  |  |  |
| Blancs ou nuls | Blancs ou nuls | Blancs ou nuls       | 3 499   | 1,42 %     | 10 950  | 4,4 %      |  |  |
| Exprimés       | Exprimés       | Exprimés             | 243 187 | 98,58 %    | 238 053 | 95,6 %     |  |  |

### 2002
Après cinq années de cohabitation, un duel est attendu entre Chirac et le Premier ministre Jospin lors de l'élection présidentielle de 2002, mais, à la surprise générale, ce dernier est devancé par Le Pen au premier tour. Au second tour, Chirac bénéficie du ralliement de la gauche et reçoit un score sans précédent. Il s'agit de la première élection pour un mandat de cinq ans et non plus sept.
En Eure-et-Loir, Jacques  Chirac arrive en tête du premier tour avec 20,23 % des exprimés, suivi de Jean-Marie  Le Pen (19,09 %), Lionel  Jospin (14,42 %), François Bayrou (6,81 %) et Arlette Laguiller (5,93 %). Au second tour, les électeurs ont voté à 79,26 % pour Jacques  Chirac contre 20,74 % pour Jean-Marie  Le Pen avec un taux de participation de 80,68 % des inscrits.
|                | RPR            | Jacques Chirac          | 40 167  | 20,23 %    | 168 207 | 79,26 %    |  |  |
|                | FN             | Jean-Marie Le Pen       | 37 905  | 19,09 %    | 44 007  | 20,74 %    |  |  |
|                | PS             | Lionel Jospin           | 28 635  | 14,42 %    |         |            |  |  |
|                | UDF            | François Bayrou         | 13 511  | 6,81 %     |         |            |  |  |
|                | LO             | Arlette Laguiller       | 11 773  | 5,93 %     |         |            |  |  |
|                | CPNT           | Jean Saint-Josse        | 10 420  | 5,25 %     |         |            |  |  |
|                | MC             | Jean-Pierre Chevènement | 9 792   | 4,93 %     |         |            |  |  |
|                | Les Verts      | Noël Mamère             | 8 588   | 4,33 %     |         |            |  |  |
|                | DL             | Alain Madelin           | 8 510   | 4,29 %     |         |            |  |  |
|                | LCR            | Olivier Besancenot      | 7 731   | 3,89 %     |         |            |  |  |
|                | MNR            | Bruno Mégret            | 5 412   | 2,73 %     |         |            |  |  |
|                | PC             | Robert Hue              | 4 619   | 2,33 %     |         |            |  |  |
|                | PRG            | Christiane Taubira      | 4 030   | 2,03 %     |         |            |  |  |
|                | Cap21          | Corinne Lepage          | 3 676   | 1,85 %     |         |            |  |  |
|                | FRS            | Christine Boutin        | 2 688   | 1,35 %     |         |            |  |  |
|                | PT             | Daniel Gluckstein       | 1 076   | 0,54 %     |         |            |  |  |
|                |                |                         |         |            |         |            |  |  |
|                |                |                         | Nombre  | % inscrits | Nombre  | % inscrits |  |  |
| Inscrits       | Inscrits       | Inscrits                | 278 123 |            | 277 973 |            |  |  |
| Abstentions    | Abstentions    | Abstentions             | 72 820  | 26,18 %    | 53 703  | 19,32 %    |  |  |
| Votants        | Votants        | Votants                 | 205 303 | 73,82 %    | 224 270 | 80,68 %    |  |  |
|                |                |                         |         |            |         |            |  |  |
|                |                |                         |         | % votants  |         | % votants  |  |  |
| Blancs ou nuls | Blancs ou nuls | Blancs ou nuls          | 6 770   | 3,3 %      | 12 056  | 5,38 %     |  |  |
| Exprimés       | Exprimés       | Exprimés                | 198 533 | 96,7 %     | 212 214 | 94,62 %    |  |  |

### 1995
Après une nouvelle cohabitation et alors que la droite est particulièrement divisée entre Chirac et le Premier ministre Balladur, Jospin réussit à arriver en tête au premier tour de l'élection présidentielle de 1995, malgré la très lourde défaite de la gauche aux législatives de 1993. Au second tour, il est battu par Chirac.
En Eure-et-Loir, Lionel Jospin arrive en tête du premier tour avec 21,37 % des exprimés, suivi d'Édouard Balladur (20,36 %), Jacques Chirac (18,82 %), Jean-Marie Le Pen (18,22 %) et Robert Hue (6,79 %). Au second tour, les électeurs ont voté à 54,27 % pour Jacques Chirac contre 45,73 % pour Lionel Jospin avec un taux de participation de 80,41 % des inscrits.
|                | PS             | Lionel Jospin        | 45 602  | 21,37 %    | 93 864  | 45,73 %    |  |  |
|                | RPR            | Édouard Balladur     | 43 443  | 20,36 %    |         |            |  |  |
|                | RPR            | Jacques Chirac       | 40 155  | 18,82 %    | 111 404 | 54,27 %    |  |  |
|                | FN             | Jean-Marie Le Pen    | 38 883  | 18,22 %    |         |            |  |  |
|                | PC             | Robert Hue           | 14 488  | 6,79 %     |         |            |  |  |
|                | MPF            | Philippe de Villiers | 13 194  | 6,18 %     |         |            |  |  |
|                | LO             | Arlette Laguiller    | 10 822  | 5,07 %     |         |            |  |  |
|                | Les Verts      | Dominique Voynet     | 6 281   | 2,94 %     |         |            |  |  |
|                | S&P            | Jacques Cheminade    | 522     | 0,24 %     |         |            |  |  |
|                |                |                      |         |            |         |            |  |  |
|                |                |                      | Nombre  | % inscrits | Nombre  | % inscrits |  |  |
| Inscrits       | Inscrits       | Inscrits             | 273 171 |            | 273 150 |            |  |  |
| Abstentions    | Abstentions    | Abstentions          | 53 750  | 19,68 %    | 53 497  | 19,59 %    |  |  |
| Votants        | Votants        | Votants              | 219 421 | 80,32 %    | 219 653 | 80,41 %    |  |  |
|                |                |                      |         |            |         |            |  |  |
|                |                |                      |         | % votants  |         | % votants  |  |  |
| Blancs ou nuls | Blancs ou nuls | Blancs ou nuls       | 6 031   | 2,75 %     | 14 385  | 6,55 %     |  |  |
| Exprimés       | Exprimés       | Exprimés             | 213 390 | 97,25 %    | 205 268 | 93,45 %    |  |  |

### 1988
Après deux ans de cohabitation, Mitterrand affronte le Premier ministre Chirac lors de l'élection présidentielle de 1988. Le Pen obtient au premier tour un score jusque-là sans précédent pour un parti d'extrême droite. Au second tour, Mitterrand est facilement réélu.
En Eure-et-Loir, François Mitterrand arrive en tête du premier tour avec 35,74 % des exprimés, suivi de Jacques Chirac (19,31 %), Raymond Barre (17,61 %), Jean-Marie Le Pen (15,4 %) et André Lajoinie (4,54 %). Au second tour, les électeurs ont voté à 53,79 % pour François Mitterrand contre 46,21 % pour Jacques Chirac avec un taux de participation de 85,8 % des inscrits.
|                | PS                    | François Mitterrand | 74 834  | 35,74 %    | 113 994 | 53,79 %    |  |  |
|                | RPR                   | Jacques Chirac      | 40 427  | 19,31 %    | 97 949  | 46,21 %    |  |  |
|                | SE                    | Raymond Barre       | 36 879  | 17,61 %    |         |            |  |  |
|                | FN                    | Jean-Marie Le Pen   | 32 245  | 15,4 %     |         |            |  |  |
|                | PC                    | André Lajoinie      | 9 506   | 4,54 %     |         |            |  |  |
|                | Les Verts             | Antoine Waechter    | 7 078   | 3,38 %     |         |            |  |  |
|                | LO                    | Arlette Laguiller   | 4 189   | 2 %        |         |            |  |  |
|                | Communiste rénovateur | Pierre Juquin       | 3 307   | 1,58 %     |         |            |  |  |
|                | MPT                   | Pierre Boussel      | 940     | 0,45 %     |         |            |  |  |
|                |                       |                     |         |            |         |            |  |  |
|                |                       |                     | Nombre  | % inscrits | Nombre  | % inscrits |  |  |
| Inscrits       | Inscrits              | Inscrits            | 256 470 |            | 256 469 |            |  |  |
| Abstentions    | Abstentions           | Abstentions         | 42 659  | 16,63 %    | 36 418  | 14,2 %     |  |  |
| Votants        | Votants               | Votants             | 213 811 | 83,37 %    | 220 051 | 85,8 %     |  |  |
|                |                       |                     |         |            |         |            |  |  |
|                |                       |                     |         | % votants  |         | % votants  |  |  |
| Blancs ou nuls | Blancs ou nuls        | Blancs ou nuls      | 4 406   | 2,06 %     | 8 108   | 3,68 %     |  |  |
| Exprimés       | Exprimés              | Exprimés            | 209 405 | 97,94 %    | 211 943 | 96,32 %    |  |  |

### 1981
Lors de l'élection présidentielle de 1981, Giscard d'Estaing arrive en tête au premier tour et affronte, comme la fois précédente, Mitterrand. Pour la première fois, un président sortant est battu : Mitterrand devient le premier président de gauche de la Ve République.
En Eure-et-Loir, Valéry Giscard d'Estaing arrive en tête du premier tour avec 30,61 % des exprimés, suivi de François Mitterrand (26,03 %), Jacques Chirac (17,48 %), Georges Marchais (11,98 %) et Brice Lalonde (3,82 %). Au second tour, les électeurs ont voté à 52,17 % pour Valéry Giscard d'Estaing contre 49,2 % pour François Mitterrand avec un taux de participation de 87,99 % des inscrits.
|                | UDF            | Valéry Giscard d'Estaing | 59 859  | 30,61 %    | 103 347 | 50,8 %     |  |  |
|                | PS             | François Mitterrand      | 50 906  | 26,03 %    | 100 099 | 49,2 %     |  |  |
|                | RPR            | Jacques Chirac           | 34 194  | 17,48 %    |         |            |  |  |
|                | PC             | Georges Marchais         | 23 439  | 11,98 %    |         |            |  |  |
|                | MEP            | Brice Lalonde            | 7 473   | 3,82 %     |         |            |  |  |
|                | MRG            | Michel Crépeau           | 5 897   | 3,02 %     |         |            |  |  |
|                | LO             | Arlette Laguiller        | 5 656   | 2,89 %     |         |            |  |  |
|                | Divers droite  | Michel Debré             | 3 522   | 1,8 %      |         |            |  |  |
|                | Divers droite  | Marie-France Garaud      | 2 810   | 1,44 %     |         |            |  |  |
|                | PSU            | Huguette Bouchardeau     | 1 827   | 0,93 %     |         |            |  |  |
|                |                |                          |         |            |         |            |  |  |
|                |                |                          | Nombre  | % inscrits | Nombre  | % inscrits |  |  |
| Inscrits       | Inscrits       | Inscrits                 | 238 014 |            | 237 987 |            |  |  |
| Abstentions    | Abstentions    | Abstentions              | 39 012  | 16,39 %    | 28 574  | 12,01 %    |  |  |
| Votants        | Votants        | Votants                  | 199 002 | 83,61 %    | 209 413 | 87,99 %    |  |  |
|                |                |                          |         |            |         |            |  |  |
|                |                |                          |         | % votants  |         | % votants  |  |  |
| Blancs ou nuls | Blancs ou nuls | Blancs ou nuls           | 3 419   | 1,72 %     | 5 967   | 2,85 %     |  |  |
| Exprimés       | Exprimés       | Exprimés                 | 195 583 | 98,28 %    | 203 446 | 97,15 %    |  |  |

### 1974
L'élection présidentielle de 1974 est une élection anticipée à la suite de la mort de Pompidou. Mitterrand, candidat unique de la gauche, est largement en tête au premier tour devant Giscard d'Estaing, qui distance lui-même Chaban-Delmas. Au terme d'une campagne animée, marquée par un débat télévisé tendu, Giscard d'Estaing l'emporte avec une très courte avance.
En Eure-et-Loir, François Mitterrand arrive en tête du premier tour avec 41,03 % des exprimés, suivi de Valéry Giscard d'Estaing (35,13 %), Jacques Chaban-Delmas (13,42 %), Jean Royer (4,04 %) et Arlette Laguiller (2,84 %). Au second tour, les électeurs ont voté à 52,17 % pour Valéry Giscard d'Estaing contre 47,83 % pour François Mitterrand avec un taux de participation de 89,33 % des inscrits.
|                | PS             | François Mitterrand       | 68 084  | 41,03 %    | 81 326  | 47,83 %    |  |  |
|                | RI             | Valéry Giscard d'Estaing' | 58 286  | 35,13 %    | 88 694  | 52,17 %    |  |  |
|                | UDR            | Jacques Chaban-Delmas     | 22 276  | 13,42 %    |         |            |  |  |
|                | SE             | Jean Royer                | 6 699   | 4,04 %     |         |            |  |  |
|                | LO             | Arlette Laguiller         | 4 718   | 2,84 %     |         |            |  |  |
|                | SE, écologiste | René Dumont               | 2 085   | 1,26 %     |         |            |  |  |
|                | FN             | Jean-Marie Le Pen         | 1 235   | 0,74 %     |         |            |  |  |
|                | MDSF           | Émile Muller              | 1 203   | 0,72 %     |         |            |  |  |
|                | FCR            | Alain Krivine             | 608     | 0,37 %     |         |            |  |  |
|                | NAR            | Bertrand Renouvin         | 337     | 0,2 %      |         |            |  |  |
|                | MFE            | Jean-Claude Sebag         | 272     | 0,16 %     |         |            |  |  |
|                |                |                           |         |            |         |            |  |  |
|                |                |                           | Nombre  | % inscrits | Nombre  | % inscrits |  |  |
| Inscrits       | Inscrits       | Inscrits                  | 192 870 |            | 192 846 |            |  |  |
| Abstentions    | Abstentions    | Abstentions               | 25 304  | 13,12 %    | 20 578  | 10,67 %    |  |  |
| Votants        | Votants        | Votants                   | 167 566 | 86,88 %    | 172 268 | 89,33 %    |  |  |
|                |                |                           |         |            |         |            |  |  |
|                |                |                           |         | % votants  |         | % votants  |  |  |
| Blancs ou nuls | Blancs ou nuls | Blancs ou nuls            | 1 629   | 0,97 %     | 2 248   | 1,3 %      |  |  |
| Exprimés       | Exprimés       | Exprimés                  | 165 937 | 99,03 %    | 170 020 | 98,7 %     |  |  |

### 1969
L'élection présidentielle de 1969 est une élection anticipée à la suite de la démission de De Gaulle. La gauche se lance désunie dans la course et, bien que Duclos (PCF) manque de le devancer, c'est le président par intérim Poher qui accède au second tour face à l'ex-Premier ministre Pompidou. Alors que Duclos refuse d'appeler à voter au second tour pour « bonnet blanc ou blanc bonnet », Pompidou est finalement largement élu.
En Eure-et-Loir, Georges Pompidou arrive en tête du premier tour avec 44,96 % des exprimés, suivi de Alain Poher (25,36 %), Jacques Duclos (18,42 %), Gaston Defferre (5,48 %) et Michel Rocard (3,42 %). Au second tour, les électeurs ont voté à 55,73 % pour Georges Pompidou contre 44,27 % pour Alain Poher avec un taux de participation de 73,66 % des inscrits.
|                | UDR            | Georges Pompidou | 64 069  | 44,96 %    | 69 313  | 55,73 %    |  |  |
|                | CD             | Alain Poher      | 36 143  | 25,36 %    | 55 058  | 44,27 %    |  |  |
|                | PC             | Jacques Duclos   | 26 247  | 18,42 %    |         |            |  |  |
|                | SFIO           | Gaston Defferre  | 7 811   | 5,48 %     |         |            |  |  |
|                | PSU            | Michel Rocard    | 4 871   | 3,42 %     |         |            |  |  |
|                | SE             | Louis Ducatel    | 2 015   | 1,41 %     |         |            |  |  |
|                | LC             | Alain Krivine    | 1 342   | 0,94 %     |         |            |  |  |
|                |                |                  |         |            |         |            |  |  |
|                |                |                  | Nombre  | % inscrits | Nombre  | % inscrits |  |  |
| Inscrits       | Inscrits       | Inscrits         | 179 775 |            | 179 719 |            |  |  |
| Abstentions    | Abstentions    | Abstentions      | 35 339  | 19,66 %    | 47 345  | 26,34 %    |  |  |
| Votants        | Votants        | Votants          | 144 436 | 80,34 %    | 132 374 | 73,66 %    |  |  |
|                |                |                  |         |            |         |            |  |  |
|                |                |                  |         | % votants  |         | % votants  |  |  |
| Blancs ou nuls | Blancs ou nuls | Blancs ou nuls   | 1 938   | 1,34 %     | 8 003   | 6,05 %     |  |  |
| Exprimés       | Exprimés       | Exprimés         | 142 498 | 98,66 %    | 124 371 | 93,95 %    |  |  |

### 1965
L'élection présidentielle de 1965 est la première élection au suffrage universel direct à la suite du référendum d'octobre 1962. De Gaulle est mis en ballottage, à la surprise générale, par Mitterrand, candidat unique de la gauche. La campagne du second tour est axée sur l'Europe et les relations internationales ainsi que sur l'armement nucléaire. De Gaulle est finalement réélu avec une large avance.
En Eure-et-Loir, Charles de Gaulle arrive en tête du premier tour avec 45,72 % des exprimés, suivi de François Mitterrand (29,53 %), Jean Lecanuet (17,54 %), Jean-Louis Tixier-Vignancour (4,24 %) et Pierre Marcilhacy (1,71 %). Au second tour, les électeurs ont voté à 57,21 % pour Charles de Gaulle contre 42,79 % pour François Mitterrand avec un taux de participation de 85,68 % des inscrits.
|                | UNR            | Charles de Gaulle            | 67 747  | 45,72 %    | 82 473  | 57,21 %    |  |  |
|                | CIR            | François Mitterrand          | 43 751  | 29,53 %    | 61 688  | 42,79 %    |  |  |
|                | MRP            | Jean Lecanuet                | 25 987  | 17,54 %    |         |            |  |  |
|                | SE             | Jean-Louis Tixier-Vignancour | 6 277   | 4,24 %     |         |            |  |  |
|                | PLE            | Pierre Marcilhacy            | 2 536   | 1,71 %     |         |            |  |  |
|                | SE             | Marcel Barbu                 | 1 882   | 1,27 %     |         |            |  |  |
|                |                |                              |         |            |         |            |  |  |
|                |                |                              | Nombre  | % inscrits | Nombre  | % inscrits |  |  |
| Inscrits       | Inscrits       | Inscrits                     | 173 875 |            | 173 872 |            |  |  |
| Abstentions    | Abstentions    | Abstentions                  | 23 953  | 13,78 %    | 24 894  | 14,32 %    |  |  |
| Votants        | Votants        | Votants                      | 149 922 | 86,22 %    | 148 978 | 85,68 %    |  |  |
|                |                |                              |         |            |         |            |  |  |
|                |                |                              |         | % votants  |         | % votants  |  |  |
| Blancs ou nuls | Blancs ou nuls | Blancs ou nuls               | 1 742   | 1,16 %     | 4 817   | 3,23 %     |  |  |
| Exprimés       | Exprimés       | Exprimés                     | 148 180 | 98,84 %    | 144 161 | 96,77 %    |  |  |